# Communauté de communes du Saint-Gaudinois
Die Communauté de communes du Saint-Gaudinois ist ein ehemaliger französischer Gemeindeverband mit der Rechtsform einer Communauté de communes im Département Haute-Garonne in der Region Okzitanien. Sie wurde am 24. Dezember 1999 gegründet und umfasste 21 Gemeinden. Der Verwaltungssitz befand sich im Ort Estancarbon.

## Historische Entwicklung
Mit Wirkung vom 1. Januar 2017 fusionierte der Gemeindeverband mit der
- Communauté de communes du Boulonnais,
- Communauté de communes Nébouzan Rivière Verdun,
- Communauté de communes des Portes du Comminges sowie
- Communauté de communes des Terres d’Aurignac

und bildete so die Nachfolgeorganisation Communauté de communes Cœur et Coteaux du Comminges.

## Ehemalige Mitgliedsgemeinden
1. Aspret-Sarrat
2. Estancarbon
3. Labarthe-Inard
4. Labarthe-Rivière
5. Lalouret-Laffiteau
6. Landorthe
7. Larcan
8. Lespiteau
9. Lieoux
10. Lodes
11. Miramont-de-Comminges
12. Pointis-Inard
13. Régades
14. Rieucazé
15. Saint-Gaudens
16. Saint-Ignan
17. Saint-Marcet
18. Saux-et-Pomarède
19. Savarthès
20. Valentine
21. Villeneuve-de-Rivière